# Riccardo Patrese
Riccardo Gabriele Patrese (Pádua, 17 de abril de 1954) é um ex-automobilista italiano. É o 7° piloto que mais disputou corridas na história da Fórmula 1 (começou na temporada de 1977 e disputou até a temporada de 1993), sendo superado em 2008 pelo piloto brasileiro Rubens Barrichello. Além da carreira na F-1, em 1974 sagrou-se Campeão Mundial de Kart.

## Carreira
Depois de ter defendido as cores da Lancia nas provas de endurance, de 1979 a 1985, começou a carreira pela equipa Shadow (1977), e depois passou pela Arrows (1978-1981), Brabham (1982-1983 e 1986-1987), Alfa Romeo (1984-1985), Williams (1987-1992), onde sagrou-se vice-campeão em 1992 e terminou a carreira na Benetton (1993). Apenas em 1985 quando Patrese era piloto da Alfa Romeo, ele não pontuou.
Em setembro de 2008 foi anunciado que Patrese, então com 54 anos voltaria a pilotar um carro de Fórmula 1 em um teste para a equipe Honda, 15 anos após abandonar a categoria. O teste seria uma homenagem ao seu recorde de 256 grandes prêmios disputados, que permaneceu até este mesmo ano, quando foi superado pelo piloto Rubens Barrichello.
Depois de abandonar a F1, com 39 anos, em 1993, Riccardo Patrese voltou poucas vezes à competição. Em 1997 regressou às 24 Horas de Le Mans, como piloto de fábrica da Nissan e, com um R390 GT1, fez o quarto tempo nos treinos de qualificação, mas voltou a desistir, quando a caixa de velocidades cedeu.

## Fórmula 1
(legenda) (Corridas em negrito indica pole position e em itálico indica volta mais rápida)
| Ano  | Nome Oficial da Equipe        | Chassis         | Motor                    | 1         | 2         | 3         | 4         | 5         | 6         | 7         | 8         | 9         | 10        | 11        | 12        | 13        | 14        | 15        | 16        | 17  | Pontos | Posição  |
| ---- | ----------------------------- | --------------- | ------------------------ | --------- | --------- | --------- | --------- | --------- | --------- | --------- | --------- | --------- | --------- | --------- | --------- | --------- | --------- | --------- | --------- | --- | ------ | -------- |
| 1977 | Shadow Racing Team            | Shadow DN8      | Ford Cosworth DFV V8     | ARG       | BRA       | RSA       | USW       | ESP       | MON 9 G   | BEL Ret G | SWE       | FRA Ret G | GBR Ret G | GER 10 G  | AUT       | HOL 13 G  | ITA Ret G | USA       | CAN 10 G  | JAP | 1      | 20º      |
| 1978 | Arrows Racing Team            | Arrows FA1      | Ford Cosworth DFV V8     | ARG       | BRA 10 G  | RSA       | USA 6 G   | MON 6 G   | BEL Ret G | MON Ret G | SUE 2 G   | FRA 8 G   | GBR Ret G | GER 9 G   |           |           |           | USA       |           |     | 11     | 12º      |
| 1978 | Arrows Racing Team            | Arrows A1       | Ford Cosworth DFV V8     | ARG       |           | RSA       |           |           |           |           |           |           |           |           | AUT Ret G | HOL Ret G | ITA Ret G | USA       | CAN 4 G   |     | 11     | 12º      |
| 1979 | Warsteiner Arrows Racing Team | Arrows A1B      | Ford Cosworth DFV V8     | ARG NP    | BRA 9 G   | RSA 11 G  | USW Ret G | ESP 10 G  | BEL 5 G   | MON Ret G |           |           |           |           |           |           | CAN Ret G |           |           |     | 2      | 20º      |
| 1979 | Warsteiner Arrows Racing Team | Arrows A2       | Ford Cosworth DFV V8     |           |           |           |           |           |           |           | FRA 14 G  | GBR Ret G | GER Ret G | AUT Ret G | HOL Ret G | ITA 13 G  |           | USA Ret G |           |     | 2      | 20º      |
| 1980 | Warsteiner Arrows Racing Team | Arrows A3       | Ford Cosworth DFV V8     | ARG Ret G | BRA 6 G   | RSA Ret G | USW 2 G   | BEL Ret G | MON 8 G   | FRA 9 G   | GBR 9 G   | GER 9 G   | AUT 14 G  | HOL Ret G | ITA Ret G | CAN Ret G | USE Ret G |           |           |     | 7      | 9º       |
| 1981 | Ragno Arrows Beta Racing Team | Arrows A3       | Ford Cosworth DFV V8     | USW Ret M | BRA 3 M   | ARG 7 M   | SMR 2 M   | BEL Ret M | MON Ret M | ESP Ret M | FRA 14 M  |           |           |           |           |           |           |           |           |     | 10     | 11º      |
| 1981 | Ragno Arrows Beta Racing Team | Arrows A3       | Ford Cosworth DFV V8     |           |           |           |           |           |           |           |           | GBR 10 P  | GER Ret P | AUT Ret P | HOL Ret P | ITA Ret P | CAN Ret P | LVG 11 P  |           |     | 10     | 11º      |
| 1982 | Parmalat Racing Team          | Brabham BT50    | BMW M12/13 L4 Turbo      | RSA Ret G |           |           | SMR       | BEL Ret G |           |           |           | HOL 15 G  | GBR Ret G | FRA Ret G | GER Ret G | AUT Ret G | SUI 5 G   | ITA Ret G | LVG Ret G |     | 21     | 10º      |
| 1982 | Parmalat Racing Team          | Brabham BT49D   | Ford Cosworth DFV V8     |           | BRA Ret G |           | SMR       |           | MON 1 G   | USE Ret G | CAN 2 G   |           |           |           |           |           |           |           |           |     | 21     | 10º      |
| 1982 | Parmalat Racing Team          | Brabham BT49C   | Ford Cosworth DFV V8     |           |           | USW 3 G   | SMR       |           |           |           |           |           |           |           |           |           |           |           |           |     | 21     | 10º      |
| 1983 | Fila Sport                    | Brabham BT52    | BMW M12/13 L4 Turbo      | BRA Ret M | USW 10 M  | FRA Ret M | SMR Ret M | MON Ret M | BEL Ret M | USE Ret M | CAN Ret M |           |           |           |           |           |           |           |           |     | 13     | 9º       |
| 1983 | Fila Sport                    | Brabham BT52B   | BMW M12/13 L4 Turbo      |           |           |           |           |           |           |           |           | GBR Ret M | GER 3 M   | AUT Ret M | HOL 9 M   | ITA Ret M | EUR 7 M   | RSA 1 M   |           |     | 13     | 9º       |
| 1984 | Benetton Team Alfa Romeo      | Alfa Romeo 184T | Alfa Romeo 890T V8 Turbo | BRA Ret G | RSA 4 G   | BEL Ret G | SMR Ret G | FRA Ret G | MON Ret G | CAN Ret G | USE Ret G | EUA Ret G | GBR 12 G  | GER Ret G | AUT 10 G  | HOL Ret G | ITA 3 G   | EUR 6 G   | POR 8 G   |     | 8      | 13º      |
| 1985 | Benetton Team Alfa Romeo      | Alfa Romeo 185T | Alfa Romeo 890T V8 Turbo | BRA Ret G | POR Ret G | SMR Ret G | MON Ret G | CAN 10 G  | EUA Ret G | FRA 11 G  | GBR 9 G   |           |           |           |           |           |           |           |           |     | 0      | NC (25º) |
| 1985 | Benetton Team Alfa Romeo      | Alfa Romeo 184T | Alfa Romeo 890T V8 Turbo |           |           |           |           |           |           |           |           | GER Ret G | AUT Ret G | HOL Ret G | ITA Ret G | BEL Ret G | EUR 9 G   | RSA Ret G | AUS Ret G |     | 0      | NC (25º) |
| 1986 | Motor Racing Developments Ltd | Brabham BT55    | BMW M12/13 L4 Turbo      | BRA Ret P | ESP Ret P | SMR 6 P   | MON Ret P | BEL 8º P  | CAN Ret P | EUA 6 P   | FRA Ret P |           |           |           |           |           |           |           |           |     | 2      | 17º      |
| 1986 | Motor Racing Developments Ltd | Brabham BT54    | BMW M12/13 L4 Turbo      |           |           |           |           |           |           |           |           | GBR Ret P | GER Ret P | HUN Ret P | AUT Ret P | ITA Ret P | POR Ret P | MEX 13 P  | AUS Ret P |     | 2      | 17º      |
| 1987 | Motor Racing Developments Ltd | Brabham BT56    | BMW M12/13 L4 Turbo      | BRA Ret G | SMR 9 G   | BEL Ret G | MON Ret G | EUA 9 G   | FRA Ret G | GBR Ret G | GER Ret G | HUN 5 G   | AUT Ret G | ITA Ret G | POR Ret G | ESP 13 G  | MEX 3 G   | JAP 11 G  |           |     | 6      | 13º      |
| 1987 | Canon Williams Honda Team     | Williams FW11B  | Honda RA167E V6 Turbo    |           |           |           |           |           |           |           |           |           |           |           |           |           |           |           | AUS 9 G   |     | 6      | 13º      |
| 1988 | Canon Williams Team           | Williams FW12   | Judd C V8                | BRA Ret G | SMR 13 G  | MON 6 G   | MEX Ret G | CAN Ret G | EUA Ret G | FRA Ret G | GBR 8 G   | GER Ret G | HUN 6 G   | BEL Ret G | ITA 7 G   | POR Ret G | ESP 5 G   | JAP 6 G   | AUS 4 G   |     | 8      | 11º      |
| 1989 | Canon Williams Team           | Williams FW12C  | Renault RS1 V10          | BRA 15 G  | SMR Ret G | MON 15 G  | MEX 2 G   | EUA 2 G   | CAN 2 G   | FRA 3 G   | GBR Ret G | GER 4 G   | HUN Ret G | BEL Ret G | ITA 4 G   |           | ESP 5 G   |           |           |     | 40     | 3º       |
| 1989 | Canon Williams Team           | Williams FW13   | Renault RS1 V10          |           |           |           |           |           |           |           |           |           |           |           |           | POR Ret G |           | JAP 2 G   | AUS 3 G   |     | 40     | 3º       |
| 1990 | Canon Williams Team           | Williams FW13B  | Renault RS2 V10          | EUA 9 G   | BRA 13 G  | SMR 1 G   | MON Ret G | CAN Ret G | MEX 9 G   | FRA 6 G   | GBR Ret G | GER 5 G   | HUN 4 G   | BEL Ret G | ITA 5 G   | POR 7 G   | ESP 5 G   | JAP 4 G   | AUS 6 G   |     | 23     | 7º       |
| 1991 | Canon Williams Team           | Williams FW14   | Renault RS3 V10          | EUA Ret G | BRA 2 G   | SMR Ret G | MON Ret G | CAN 3 G   | MEX 1 G   | FRA 5 G   | GBR Ret G | GER 2 G   | HUN 3 G   | BEL 5 G   | ITA Ret G | POR 1 G   | ESP 3 G   | JAP 3 G   | AUS 51 G  |     | 53     | 3º       |
| 1992 | Canon Williams Team           | Williams FW14B  | Renault RS3C V10         | RSA 2 G   | MEX 2 G   | BRA 2 G   | ESP Ret G | SMR 2 G   | MON 3 G   | CAN Ret G | FRA 2 G   | GBR 2 G   | GER 8 G   |           |           |           |           |           |           |     | 56     | 2º       |
| 1992 | Canon Williams Team           | Williams FW14B  | Renault RS4 V10          |           |           |           |           |           |           |           |           |           |           | HUN Ret G | BEL 3 G   | ITA 5 G   | POR Ret G | JAP 1 G   | AUS Ret G |     | 56     | 2º       |
| 1993 | Camel Benetton Ford           | Benetton B193   | Ford HBA7 V8             | RSA Ret G | BRA Ret G |           |           |           |           |           |           |           |           |           |           |           |           |           |           |     | 20     | 5º       |
| 1993 | Camel Benetton Ford           | Benetton B193B  | Ford HBA7 V8             |           |           | EUR 5 G   | SMR Ret G | ESP 4 G   | MON Ret G | CAN Ret G | FRA 10 G  | GBR 3 G   | GER 5 G   | HUN 2 G   | BEL 6 G   | ITA 5 G   | POR 16 G  | JAP Ret G | AUS 8 G   |     | 20     | 5º       |

↑1  Prova encerrada com 14 voltas por causa da chuva. Foi atribuído metade dos pontos.

### Resultados das 24 Horas de Le Mans[7]
| Ano  | Equipe                | Nº | Co-Pilotos                     | Chassi                      | Pneus | Classe | Voltas | Posição | Posição Na Categoria |
| Ano  | Equipe                | Nº | Co-Pilotos                     | Motor                       | Pneus | Classe | Voltas | Posição | Posição Na Categoria |
| ---- | --------------------- | -- | ------------------------------ | --------------------------- | ----- | ------ | ------ | ------- | -------------------- |
| 1981 | Martini Racing        | 66 | Piercarlo Ghinzani Hans Heyer  | Lancia Beta Monte Carlo     | P     | Gr.5   | 186    | DNF     | DNF                  |
| 1981 | Martini Racing        | 66 | Piercarlo Ghinzani Hans Heyer  | Lancia 1.4L Turbo I4        | P     | Gr.5   | 186    | DNF     | DNF                  |
| 1982 | Martini Racing        | 50 | Piercarlo Ghinzani Hans Heyer  | Lancia LC1                  | P     | Gr.6   | 152    | DNF     | DNF                  |
| 1982 | Martini Racing        | 50 | Piercarlo Ghinzani Hans Heyer  | Lancia 1.4L Turbo I4        | P     | Gr.6   | 152    | DNF     | DNF                  |
| 1997 | Nissan Motorsport TWR | 22 | Eric van de Poele Aguri Suzuki | Nissan R390 GT1             | B     | GT1    | 121    | DNF     | DNF                  |
| 1997 | Nissan Motorsport TWR | 22 | Eric van de Poele Aguri Suzuki | Nissan VRH35L 3.5L Turbo V8 | B     | GT1    | 121    | DNF     | DNF                  |